# Jeremy Paul
Pour les articles homonymes, voir Paul.
Pas d'image ? Cliquez ici

a Compétitions nationales et continentales officielles uniquement.

b Matchs officiels uniquement.
Dernière mise à jour le 24 juin 2025.
Jeremy Paul, né le 14 mars 1977 à Hamilton (Nouvelle-Zélande), est un joueur de rugby à XV australien. Il compte 72 sélections avec l'équipe d'Australie, évoluant au poste de talonneur.  

## Carrière

### En club
Originaire de Nouvelle-Zélande, Jeremy Paul grandit ensuite dans le Queensland, et commence sa carrière au niveau amateur avec les Easts Tigers,. Il rejoint ensuite les Brumbies, avec qui il joue jusqu'en 2007. Il fait partie de l'effectif qui remporte le Super 12 en 2001 et 2004.
En mai 2007, il signe un contrat de trois saisons avec le club de Gloucester pour le début de la saison 2007-2008 mais, pour des raisons contractuelles, il ne peut pas rejoindre l'équipe qu'après la Coupe du monde 2007. Il a fait ses débuts avec Gloucester le 27 octobre 2007 contre les Newcastle Falcons. Au terme de sa première saison, peu utilisé par le club anglais, il quitte le club et met un terme à sa carrière. 

### En équipe nationale
Jeremy Paul effectue son premier test match avec l'équipe d'Australie le 13 juin 1998 contre l'équipe d'Écosse. 
Il remporte la Coupe du monde 1999, puis est finaliste de celle de 2003.
International australien jusqu'en 2006, il est écarté de la sélection australienne en 2007. 

## Palmarès

### En club
- Vainqueur du Super 12 en 2001 et 2004 avec les Brumbies.

### En équipe nationale
- Vainqueur de la Coupe du monde en 1999
- Finaliste de la Coupe du monde en 2003.
- Vainqueur du Tri-nations en 2000 et 2001

## Statistiques en équipe nationale
- Nombre de sélections avec l'Australie : 72 entre 1998 et 2006
- 14 essais, 70 points
- Tests par saison : 4 en 1998, 9 en 1999, 10 en 2000, 1 en 2001, 7 en 2002, 12 en 2003, 12 en 2004, 7 en 2005, 9 en 2006.